# Джезико
Джѐзико (на италиански: Gesico; на сардински: Gèsigu, Джезигу) е село и община в Южна Италия, провинция Южна Сардиния, автономен регион и остров Сардиния. Разположено е на 300 m надморска височина. Населението на общината е 894 души (към 2010 г.).